# Erateina punsara
Erateina punsara là một loài bướm đêm trong họ Geometridae.